# مينامي-كي
مينامي-كي (باليابانية: みなみけ، بالروماجي: Minami-ke) حرفيا عائلة مينامي، هي سلسلة مانغا يابانية من تأليف كوهارو ساكيرابا. نشرت في عام 2004 في مجلة يونغ الأسبوعية.أنتجت إلى مسلسل أنمي تلفزيوني من قبل استوديو دام، عرض الأنمي على قناة تلفزيون طوكيو، بدءا من أكتوبر عام 2007، التي أنتجتها شركة دوم. تكون الأنمي من ثلاث مواسم. أسماء المواسم الثلاثة على التوالي: مينامي-كي:أوكاواري ومينامي-كي، أوكاواري من إنتاج إستديو أسرياد، في حين أن الموسم الثالث المسمى مينامي-كي:تادايما من إنتاج استديو فيل.

## القصة
تحكي القصة عن الحياة اليومية لثلاث أخوات، يعشن وحيدات في شقة.

## الشخصيات
- هاكورا مينامي

هي التلميذة المعروفة بالإعدادية باسم بانشو، كونها قوية جداً وكذلك هي تحترم القوانين. يعني إسمها الخريف باليابانية. أدت صوتها رينا ساتو.
- كانا مينامي

تدرس في السنة الثانية من الإعدادية. فتاة تتصف بالحيوية والنشاط. تحب الإستمتاع بوقتها، وتكره الأعمال المنزلية. أدت صوتها مارينا إينوي.
- شايكا مينامي

عكس أختها كانا، فهي تلميذة مجدة. دائما ما تحصل على أعلى الدرجات. أدت صوتها مينوري تشيهارا.

## وصلات خارجية
- مينامي-كي على موقع ANN manga (الإنجليزية)

- الموقع الرسمي (باليابانية).
- الموقع الرسمي (باليابانية).
- الموقع الرسمي على قناة تيفي طوكيو (باليابانية).